# Carloforte
Carloforte (U Pàiže, ossia "Il Paese" in ligure tabarchino, Carlofòrte in ligure, Carluforti in sardo campidanese) è un comune italiano di 5 855 abitanti della provincia del Sulcis Iglesiente.
Il territorio comunale comprende l'isola di San Pietro nella sua interezza e alcune isole minori che la circondano, al largo della sub-regione del Sulcis-Iglesiente, in Sardegna; l'isola è situata a circa 10 km dalla costa sudoccidentale sarda e costituisce, insieme alla vicina isola di Sant'Antioco e ad altri isolotti e scogli vicini alle sunnominate due isole, l'arcipelago del Sulcis. Carloforte è stato anche un comune onorario dell'ex provincia di Genova e fa parte del circuito dei "I borghi più belli d'Italia".

## Storia

### Preistoria e storia antica
L'isola di San Pietro fu frequentata dagli esseri umani sin dal periodo prenuragico e nuragico come testimoniato dalla presenza di domus de janas e nuraghi (Papassina, Bricco del Polpo, Laveria, Le Lille). Intorno all'VIII secolo a.C. i Fenici edificarono un insediamento stabile: 'YNSM o Inosim, ossia l'isola degli sparvieri, dotato di un porto, nei pressi dell'odierna Torre di San Vittorio. L'isola fu successivamente occupata dai Punici, il loro insediamento con resti di fortificazioni, un tempio e una necropoli è stato individuato nella parte nord dell'odierno abitato di Carloforte, e in seguito dai Romani.

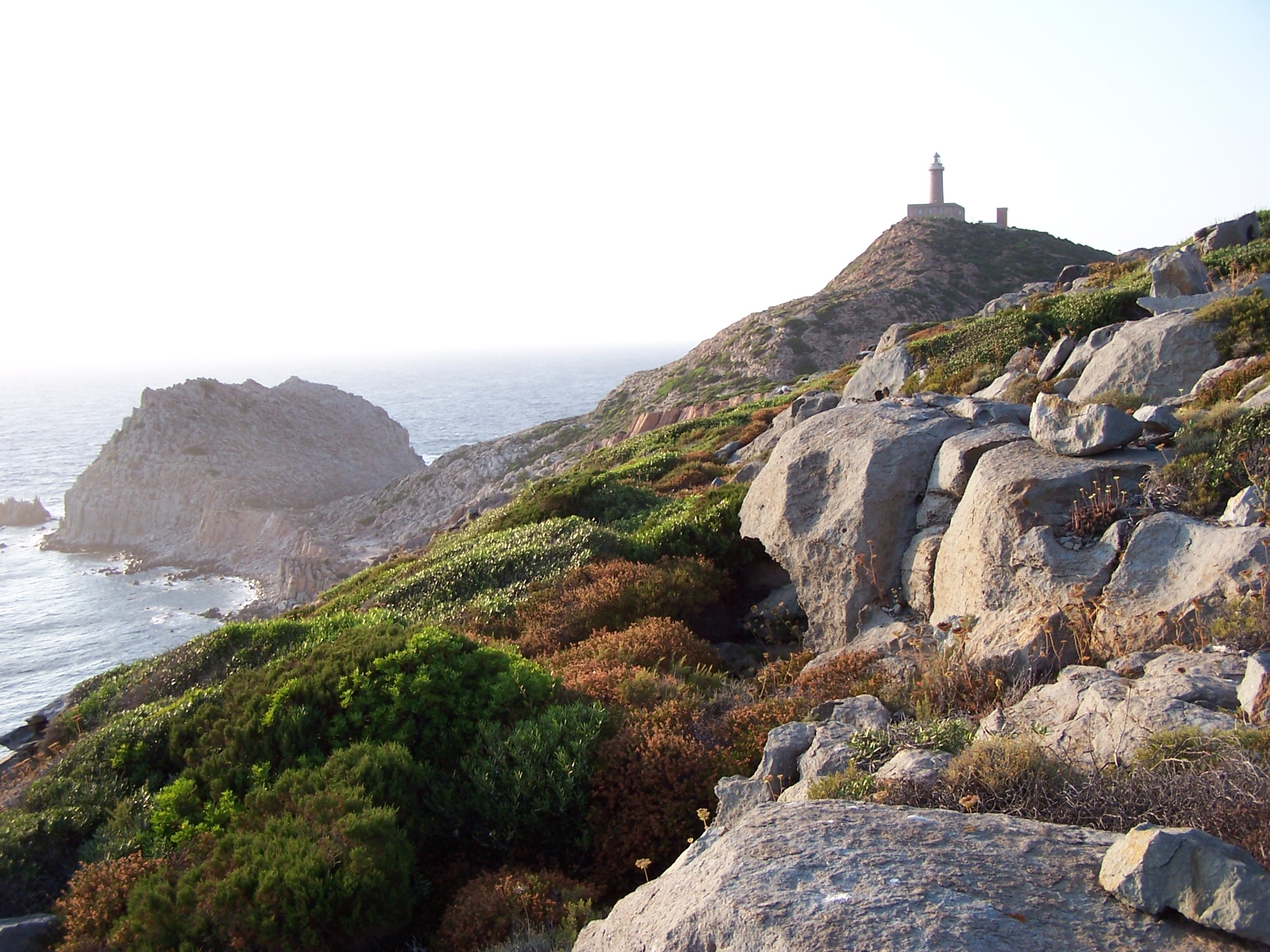
Il promontorio e il faro di Capo Sandalo

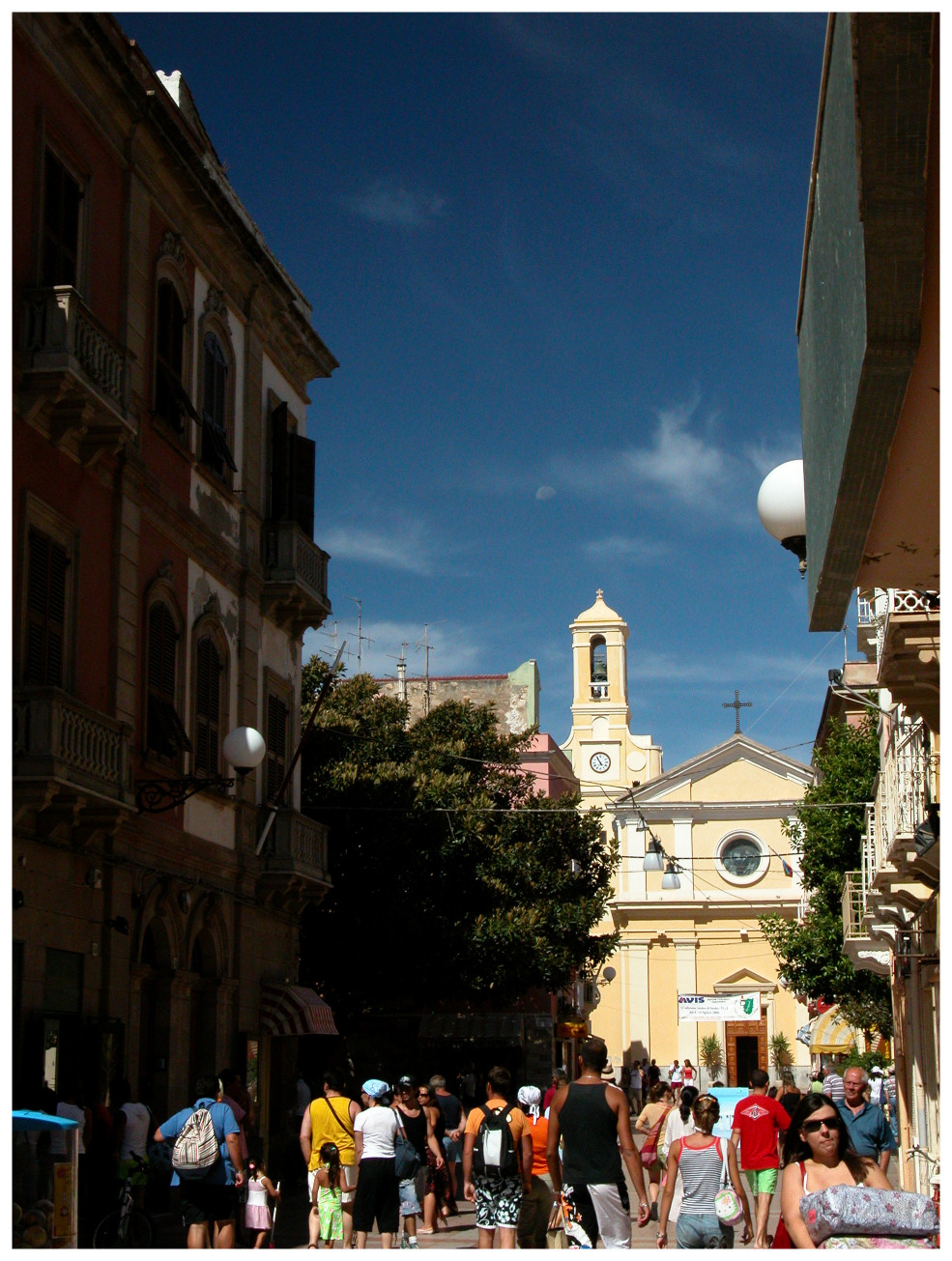
Centro storico

### Storia moderna e contemporanea
Carloforte è un'isola linguistica ligure in quanto l'isola di San Pietro fu colonizzata, dopo secoli di abbandono, nel 1738 da genovesi provenienti da Tabarka, isola oggi collegata alla costa tunisina.
Carloforte, unico centro abitato dell'isola, fu realizzata su progetto dell'architetto e ingegnere piemontese Augusto de la Vallée o Augusto de La Vallea. In attesa del suo completamento i profughi giunti da Tabarca sostarono un paio di giorni a Cagliari e, successivamente due settimane, nei fabbricati della tonnara "Su Pranu" di Portoscuso. Tutto quello che avevano (effetti personali, vestiti, materassi, coperte, ecc.) lo avevano portato da Tabarka. Per la loro sussistenza, costruzione della chiesa e delle prime case il Duca pagò tutto quanto era loro necessario.
Gli abitanti di Carloforte conservano ancora intatto il dialetto dei loro avi liguri che per il comune passaggio nell'isola tunisina di Tabarka è detto tabarchino. Gli abitanti di Carloforte sono detti carlofortini o carolini; parlando di se stessi, in termini di etnia, si definiscono tabarchini.
I suoi abitanti partirono nel 1542 da Pegli, oggi quartiere di Genova, giungendo da Pegli stesso e dai vicini paesi della riviera ligure, e al seguito dei Lomellini, cospicuo casato genovese dedito ai traffici che aveva avuto concessioni territoriali in quei luoghi, si insediarono sulla costa tunisina nell'isolotto di Tabarka presso il confine con l'Algeria, dove pescarono corallo e si dedicarono a traffici e commercio fino al 1738; vennero per questo definiti "tabarchini".
Negli ultimi anni a Tabarka era diminuito il corallo ed erano continue le loro disavventure politico-commerciali con i diversi rais governanti i territori del Nord Africa; la concessione dei Lomellini era diventata meno redditizia ed erano aumentati i dissidi con i rais che li rendevano liberi o viceversa li facevano schiavi a seconda di chi regnava a Tunisi o ad Algeri in quel momento.
Per questo motivo, stanchi di queste vessazioni, nel 1738 alcuni tabarchini, con a capo Agostino Tagliafico, chiesero al re Carlo Emanuele III di Savoia, un luogo per continuare in tranquillità i loro commerci, soprattutto di spezie e stoffe pregiate, con il resto del Mediterraneo. Il re acconsentì alla loro richiesta e concesse loro, mediante una regolare infeudazione, l'isola degli Sparvieri (Accipitrum Insula), allora deserta, oggi chiamata isola di San Pietro.
In onore del re, a cui i nuovi abitanti eressero una statua nella piazza principale del paese e come segno di riconoscimento e fedeltà, il paese si chiamò Carloforte (Forte di Carlo) e a san Carlo Borromeo fu dedicata la chiesa parrocchiale, il re donò per l'occasione un pregiato quadro raffigurante il santo patrono, ancora oggi nell'abside della parrocchiale.
I primi periodi della colonizzazione furono durissimi per la presenza di aree insalubri, con conseguenti vere e proprie epidemie, che decimarono la popolazione; in seguito a bonifiche del territorio la colonia riuscì a migliorare le proprie condizioni e a prosperare, fu di supporto l'arrivo di altri coloni da Tabarka, e di un gruppo di famiglie provenienti direttamente dalla Liguria.
Un'ampia zona paludosa bonificata presso il paese fu allestita a salina, che risultò essere molto redditizia.
Un secondo insediamento di coloni provenienti da Tabarka si ebbe nel 1770 nella vicina isola di Sant'Antioco, sul lato prospiciente all'isola di San Pietro, dove fu fondato il paese di Calasetta.
Nel 1798 Carloforte subì una feroce incursione piratesca: più di novecento suoi abitanti furono catturati e tenuti schiavi a Tunisi per cinque anni. Durante questo periodo uno dei carlofortini catturati, Nicola Moretto, rinvenne sulla spiaggia di Nabeul, vicino a Tunisi, una statua lignea che si ritenne rappresentante la Madonna (probabilmente la polena di una nave, portata sulla spiaggia dal mare). Il ritrovamento fu considerato miracoloso, diede conforto e costituì fatto di coesione, dando origine al culto della "Madonna dello Schiavo" quale protettrice dei tabarchini. Successivamente gli schiavi furono liberati, pagando un oneroso riscatto, dal re Carlo Emanuele IV di Savoia. Al momento della liberazione la piccola statua della Madonna fu portata anch'essa a Carloforte e per accoglierla fu costruita l'omonima chiesa della "Madonna dello Schiavo".

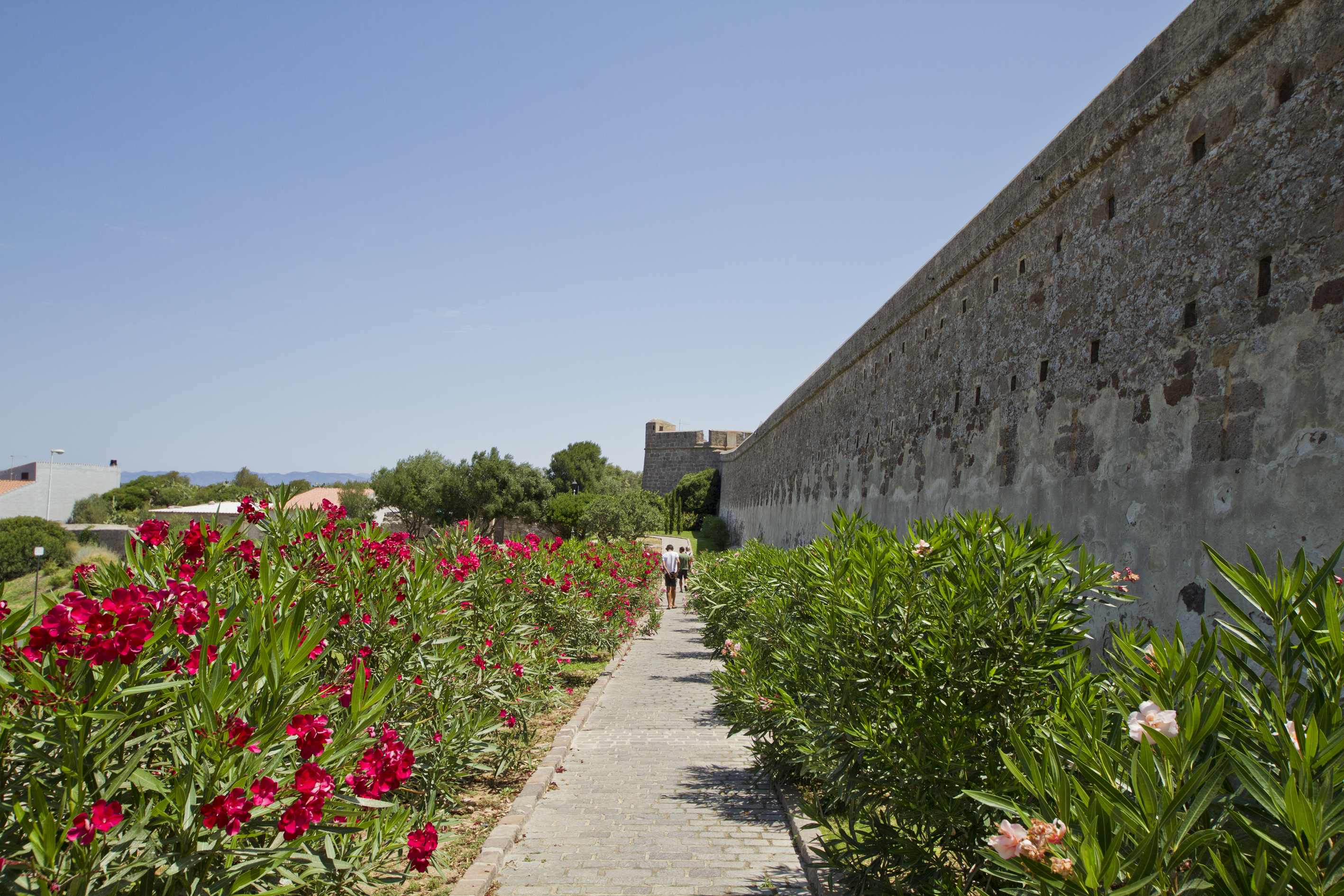
Le mura

Le persecuzioni piratesche però continuarono ancora per diversi anni, fino a quando il fenomeno fu definitivamente represso in tutto il Mediterraneo. A testimonianza delle incursioni barbaresche restano ancora alcuni tratti di mura di cinta a difesa del paese, la dotazione di forti e diverse torri di avvistamento.
Pochi anni prima, nel 1793, la cittadina era stata invasa dai francesi nelle fasi post-rivoluzionarie che travagliarono l'Europa: l'isola fu definita "isola della libertà" dagli occupanti.
Con l'avvento della breve dominazione francese (durata pochi mesi: 8 gennaio - 26 maggio) una parte della popolazione inneggiò ai nuovi principi sociali di libertà, fraternità e uguaglianza della rivoluzione, altri furono avversi, ci furono di conseguenza disordini e conflitti nel paese; in tale periodo convulso i sostenitori del re rimossero la statua del re sardo, tentando di nasconderla, seppellendola il più presto possibile (i rivoluzionari erano ovviamente nemici del re sardo) perché non fosse deturpata sostennero molti, o si dice anche per dimostrare ai nuovi conquistatori francesi e ai loro sostenitori di essere dalla loro parte, altri sostennero maliziosamente che sarebbe stato utile conservarla per rimetterla al suo posto una volta allontanati i francesi dall'isola, come infatti poi avvenne.
Comunque nei ristretti tempi concessi prima dell'arrivo della soldataglia francese, la buca faticosamente scavata in fretta sotto il piedistallo, si rivelò non abbastanza profonda, dato che dopo aver calato la statua nella buca il braccio della statua rimase emergente; non essendo possibile risollevare la statua per fare la buca più profonda, il braccio fu spezzato intenzionalmente con un colpo di mazza, affinché nulla sporgesse, e non ci fosse alcun segno visibile del seppellimento.
La statua fortunosamente salvata, non deturpata, ma col braccio destro spezzato, è così ancora oggi, come si può vedere, ritornata sul piedistallo nella piazza del lungomare della cittadina, a ricordo e testimonianza di quel convulso e non edificante momento storico.

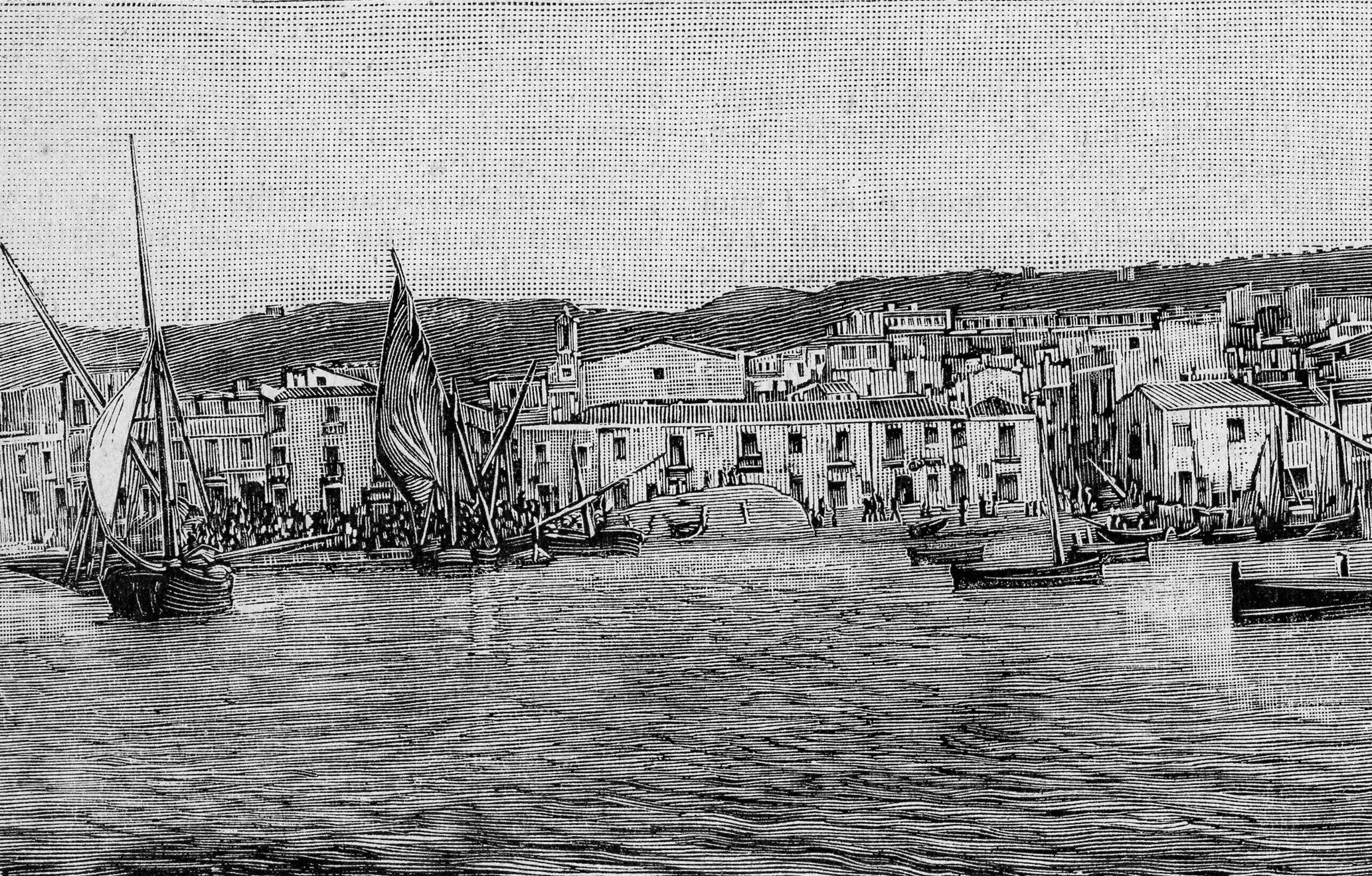
Panorama di Carloforte (xilografia, 1901)

Negli anni sessanta del XIX secolo l'isola diventa un importante centro dell'economia mineraria del Sulcis e dell'Iglesiente: a differenza di altre realtà Carloforte aveva un porto ben organizzato dove potevano attraccare dei battelli mercantili, pertanto i tabarchini divennero trasportatori di minerale, detti galanzieri, che recuperano dalle miniere della costa, portandolo in città, su barche a vela latina, conosciute come galanze. Tale lavorazione veniva in gran parte fatta a mano con ceste di circa 50 kg portate dagli uomini sulle spalle. Visto il lavoro duro e spesso poco pagato, prese mano un movimento socialista capitanato da Giuseppe Cavallera che sfociò negli scioperi del 1897 e 1899 a Carloforte. L'estrazione mineraria proseguì fino agli anni settanta del XX secolo, quando venne chiusa totalmente.
Il 10 novembre 2004 Carloforte è stato riconosciuto come comune onorario dalla provincia di Genova in virtù dei legami storici, economici e culturali con il capoluogo ligure e, in particolare, col suo quartiere Pegli, luogo di partenza dell'emigrazione. Nel 2006 questo riconoscimento fu dato anche alla vicina città di Calasetta.
Carloforte vive tutti gli anni celebrazioni di gemellaggio con Pegli. Anche l'architettura, la cultura, i costumi, gli usi di Carloforte sono di tipo strettamente ligure.
Una parte minore di popolazione proveniente dall'esodo da Tabarca si diresse alla costa spagnola nei pressi di Alicante, fondando il villaggio di Nova Tabarca dove la esigua popolazione attuale, che in parte ha mantenuto i cognomi originali, conserva ancora alcuni termini di linguaggio e costumi dalla comunità d'origine, ma nel tempo sta perdendo le sue caratteristiche linguistiche a vantaggio dell'uso dello spagnolo o del catalano-valenciano; si pensa che uno sparuto gruppo di famiglie si sia anche diretto verso Bonifacio, nella parte meridionale della Corsica, dove preesisteva una comunità autonoma della Repubblica di Genova ceduta poi ai francesi.

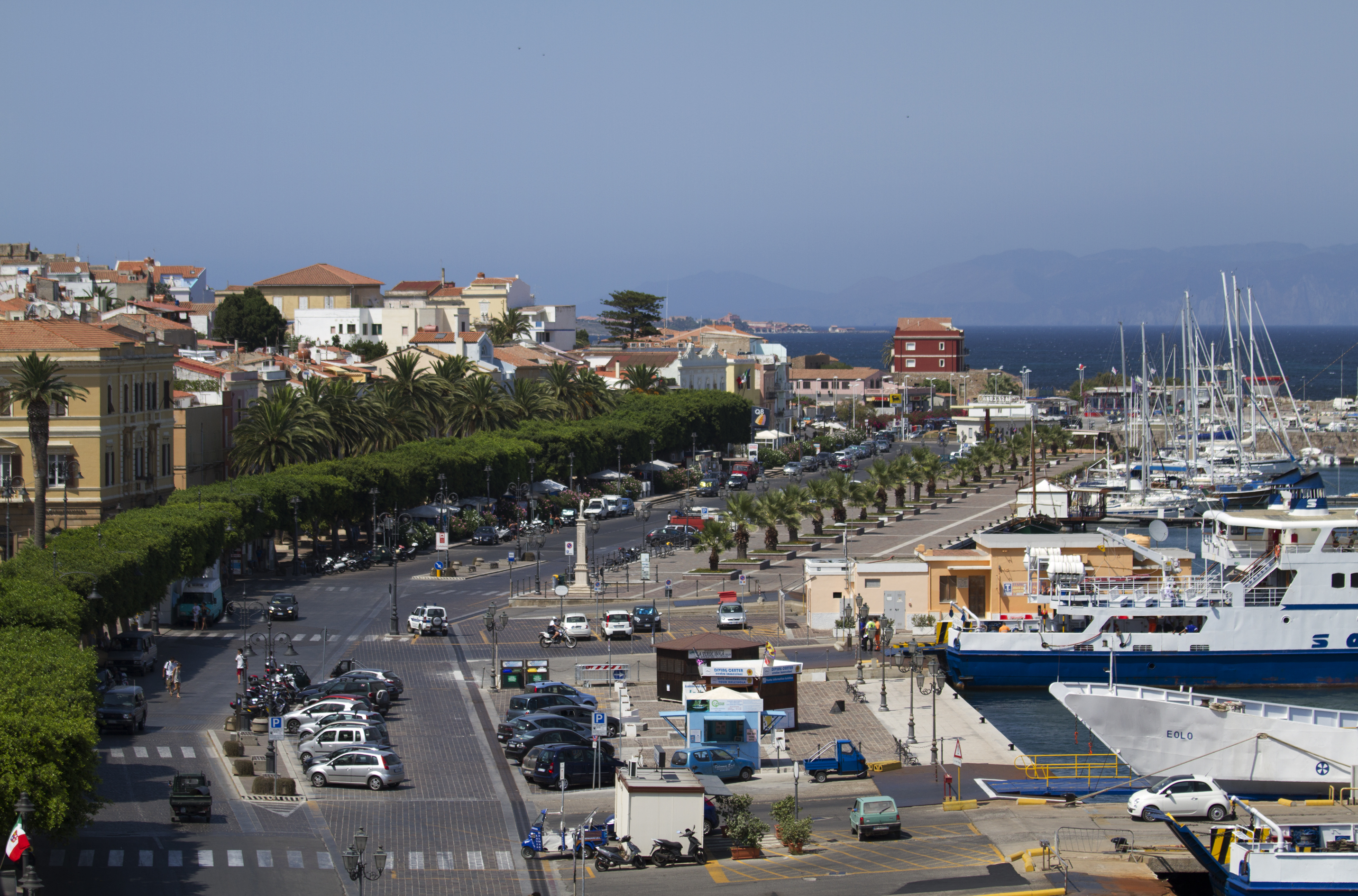
Lungomare

La popolazione carlofortina porta con sé diversi personaggi dell'arte, della cultura, della politica, delle armi, delle arti e mestieri sin dal 1738 per passare attraverso l'epoca sabauda fino ai giorni nostri. Parte della popolazione è dispersa in diverse città di tutto il mondo, soprattutto portuali, non solo per necessità ma per vocazione marinaresca, e molti ritornano da anziani alla terra d'origine. Ancora oggi sussistono forti legami tra le parentele divise tra Carloforte e le famiglie diffuse nell'intera riviera ligure, e anche alcune che erano rimaste nel Nord Africa (sino agli anni cinquanta del Novecento). Oggi si contano numerosi luoghi in cui vi sono piccole comunità di residenti carlofortini, per citarne alcuni oltre che in Sardegna e nell'Italia peninsulare, negli USA, in Francia, Germania, Spagna, Marocco, Tunisia, Argentina, Australia, Uruguay, Perù, Cile, Gibilterra, nella Boca di Buenos Aires e a Bonifacio in Corsica. Pur di cultura e linguaggio liguri, le caratteristiche specifiche linguistiche dei tabarchini, pur restando ben comprensibili agli altri liguri di altre regioni, sono da questi riconosciute come ben distinguibili per le loro particolarità.

### Simboli
Lo stemma del comune si blasona:
(D.P.R. 29 ottobre 2012)
L'attuale stemma di Carloforte nasce dal ritrovamento di un documento presso l'Archivio di Stato di Cagliari databile fra il 1738 e il 1739 dove risulta una bozza descritta come uno scudo sannitico con croce sabauda, un grifone alato nel cantone sinistro a ricordo delle origini liguri, una torre e una tipica barca carlofortina, a ricordo delle origini marinare. A seguito delle ricerche di Gerolamo Simeone e Salvatore Borghero, con delibera del Consiglio comunale n. 38 del 31 marzo 2007 fu avviato l'iter per la sua adozione che venne approvata con D.P.R. del 29 ottobre 2012. Fino a quel momento, dal secondo dopoguerra, il Comune aveva utilizzato per consuetudine uno stemma non ufficiale che recava una torre su una collina su sfondo azzurro.
Il gonfalone è un drappo di azzurro.

## Monumenti e luoghi d'interesse

### Architetture religiose

#### Chiesa dei Novelli Innocenti

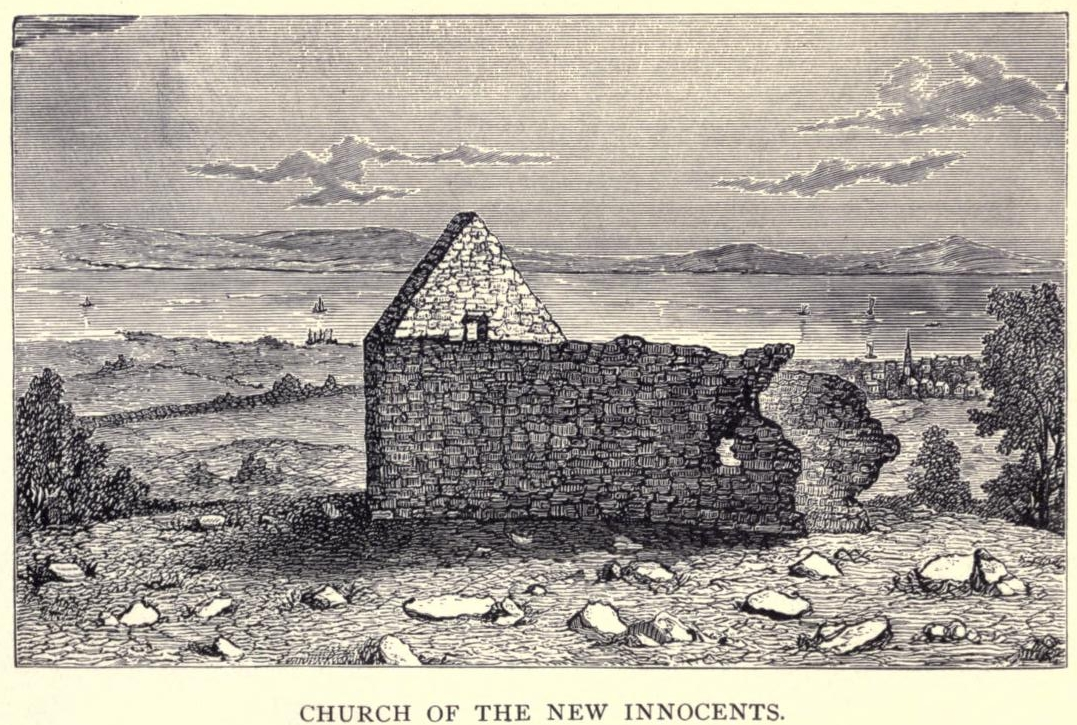
Ruderi della chiesa dei Novelli Innocenti

Antecedente alla colonizzazione dell'isola, vi fu eretta in memoria dei giovani e bambini facenti parte della cosiddetta "Crociata dei fanciulli" che partì da Marsiglia nel 1212. Due delle sette navi che componevano la flotta affondarono al largo dell'isola di San Pietro, tutti i naufraghi perirono e alcuni vi furono sepolti. La chiesa dei Novelli Innocenti fu eretta in memoria di essi per volere del papa Gregorio IX. La piccola chiesa ridotta a rudere fu restaurata dai tabarchini all'epoca della colonizzazione. È ubicata nella parte sud dell'abitato.

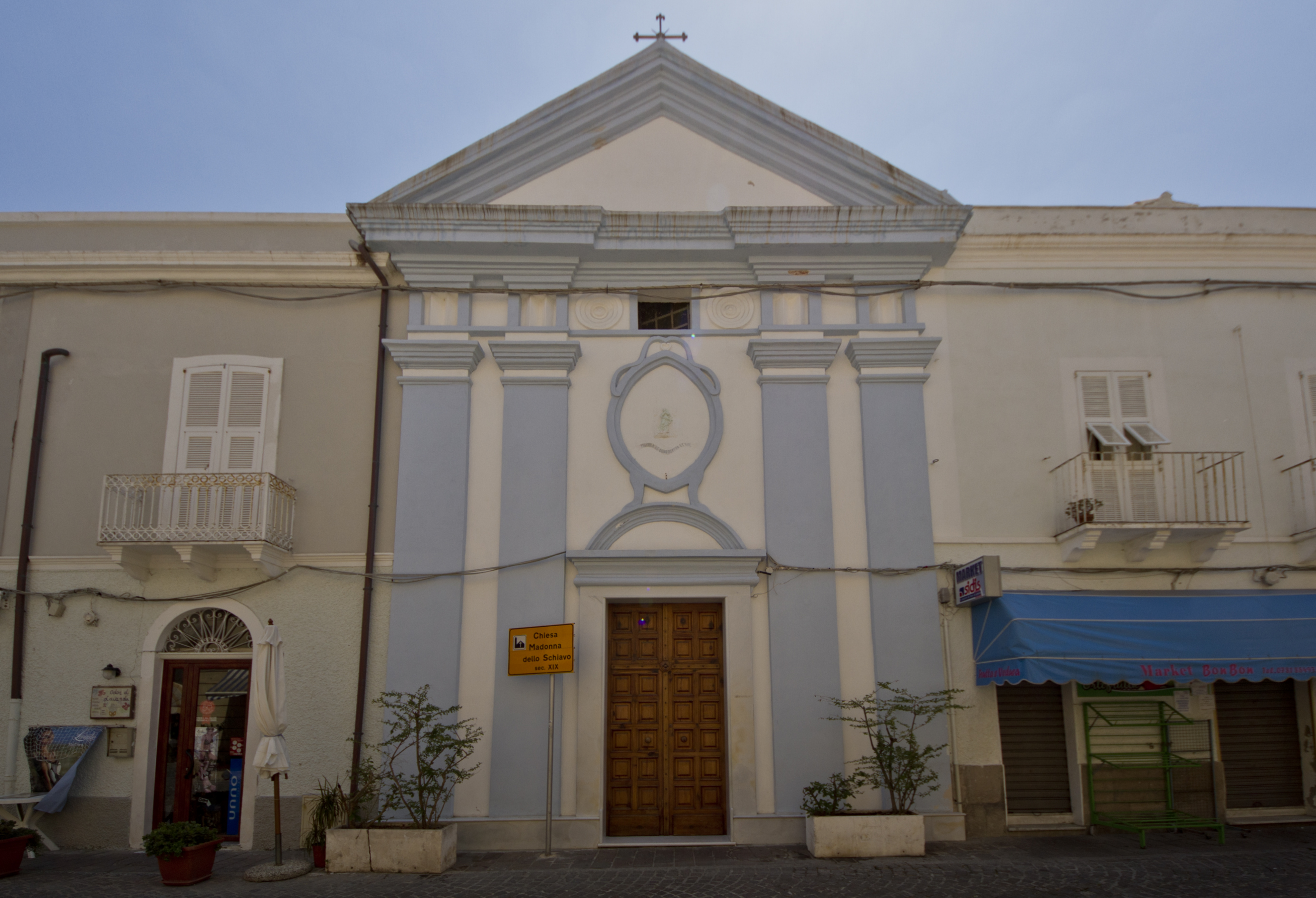
Chiesa della Madonna dello Schiavo

#### Chiesa della Madonna dello Schiavo
Dedicata alla omonima Madonna, è ubicata nella centralissima via XX Settembre e accoglie la statua venerata dai carlofortini esuli in Tunisia. È detta anche chiesetta del "Previn" ("il pretino") in memoria di don Nicolò Segni, il sacerdote giovanissimo che volle essere prigioniero insieme agli schiavi carlofortini in Tunisia. In onore della Madonna dello Schiavo un nome molto diffuso fra le figlie femmine nelle famiglie carlofortine era in passato "Schiavina".

### Architetture civili

#### Torre San Vittorio
La torre San Vittorio sorge a sud dell'abitato di Carloforte, in zona detta Spalmadureddu. Costruita nel 1768 rappresenta l'avamposto difensivo a sud della cittadina. All'originale progetto si apportarono delle modifiche: l'aggiunta di tre corpi alla torre centrale e la costruzione di una scala esterna. Interamente costruita con blocchi di trachite locale, in onore del sovrano Vittorio Amedeo III la torre prese il nome di San Vittorio.
Cessate le necessità difensive, la torre fu venduta a privati cittadini. Nel 1889 la torre fu espropriata dal Ministero della pubblica istruzione al fine di utilizzarla per la ricerca scientifica. Nel 1898 la torre fu convertita, mediante apposite modifiche strutturali, a osservatorio astronomico. Vi fu istituita una delle cinque stazioni internazionali per lo studio della precessione degli equinozi con lo studio di piccole variazioni dell'inclinazione dell'asse terrestre.
Nel 2016 gli interni della Torre San Vittorio sono stati riaperti alla cittadinanza grazie alla riconversione degli spazi a Museo Multimediale che tratta la storia dell'isola di San Pietro dalla sua formazione geologica fino allo sbarco di Tagliafico. Il progetto è nato dalla collaborazione tra il Mu.MA – Istituzione Musei del Mare e delle Migrazioni di Genova e il Comune di Carloforte sfruttando lo storico rapporto che tutt'oggi esiste tra l'isola e Genova.

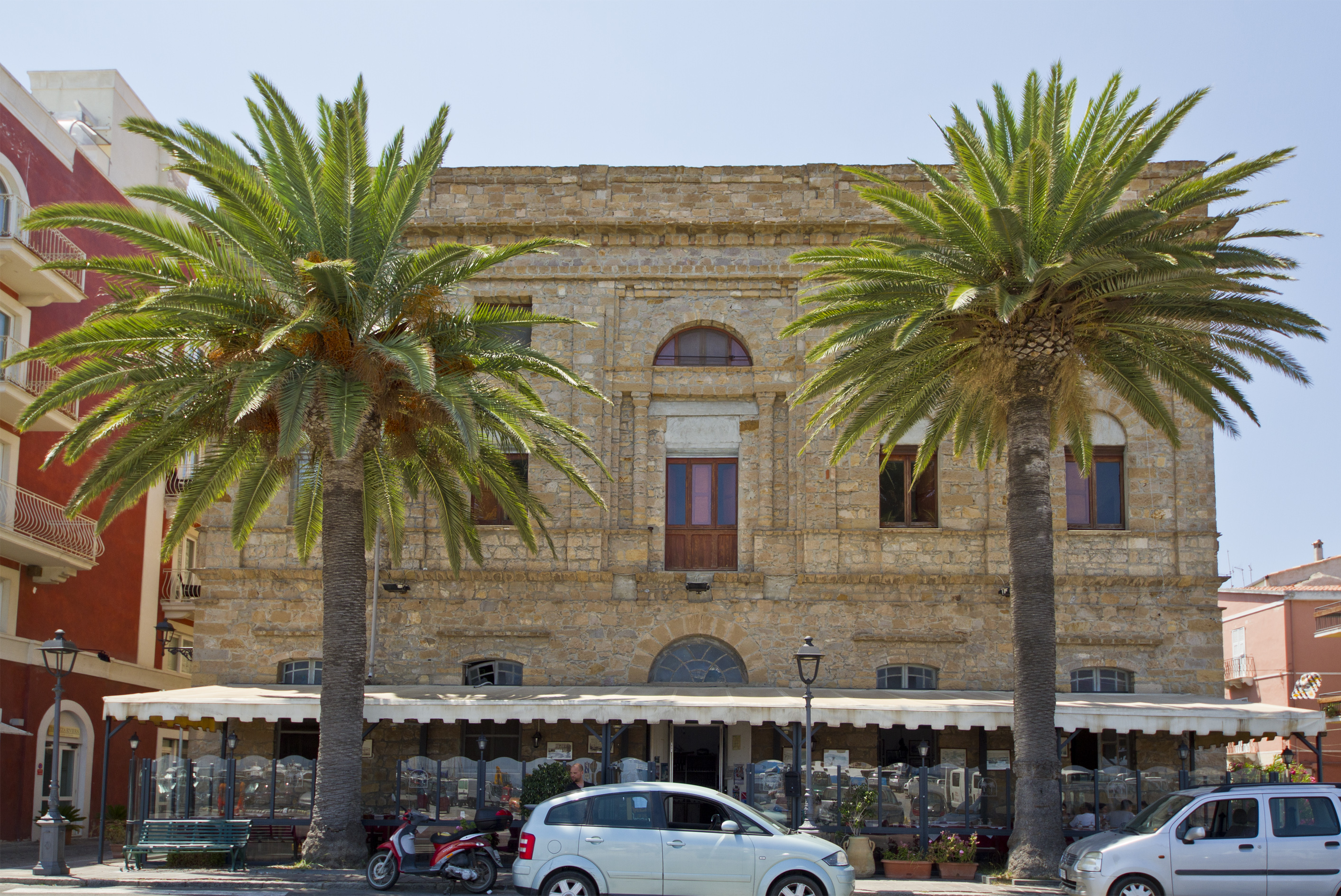
Cineteatro Cavallera

#### Cineteatro Giuseppe Cavallera
Noto come "U Palassiu" ("il palazzo"), il Cineteatro Giuseppe Cavallera è un edificio monumentale costruito negli anni venti del Novecento dai lavoratori di Carloforte organizzati nella Lega di Battellieri. Ospita un teatro ed è soggetto a vincolo come bene architettonico di interesse nazionale. Si trova nella centrale via Roma.

### Architetture militari

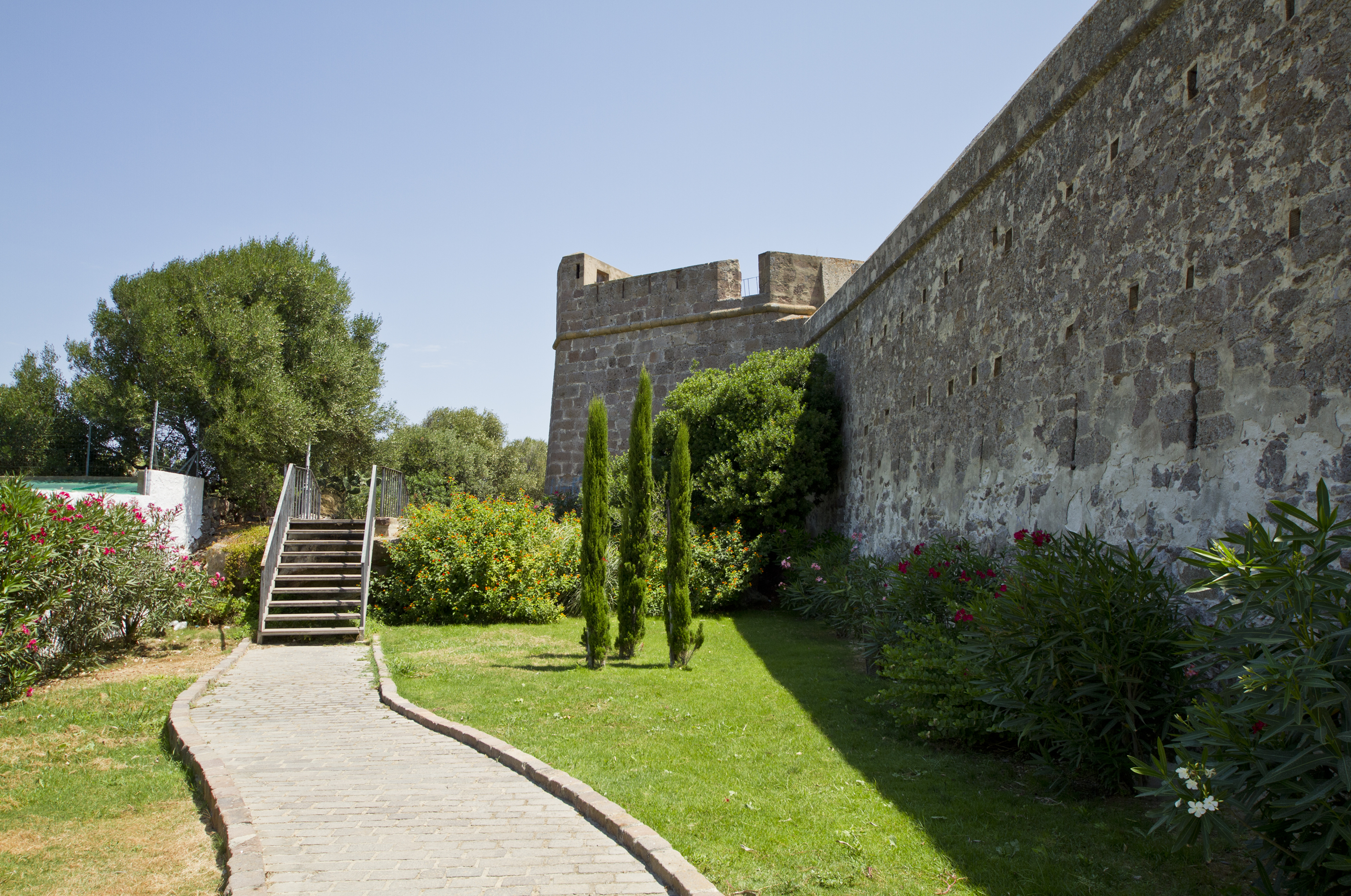
Forte Santa Teresa

#### Mura di cinta
A seguito delle incursioni barbaresche Carloforte fu protetta da un sistema di mura con vari fortini che circondava tutto l'agglomerato urbano. Una parte delle mura è ancora esistente nel quartiere alto del paese (il cosiddetto "Castello"), in essa è presente ancora la "Porta del Leone" così chiamata per la scultura di una testa di leone inserita nelle mura.

### Altro

#### Monumento a Carlo Emanuele III

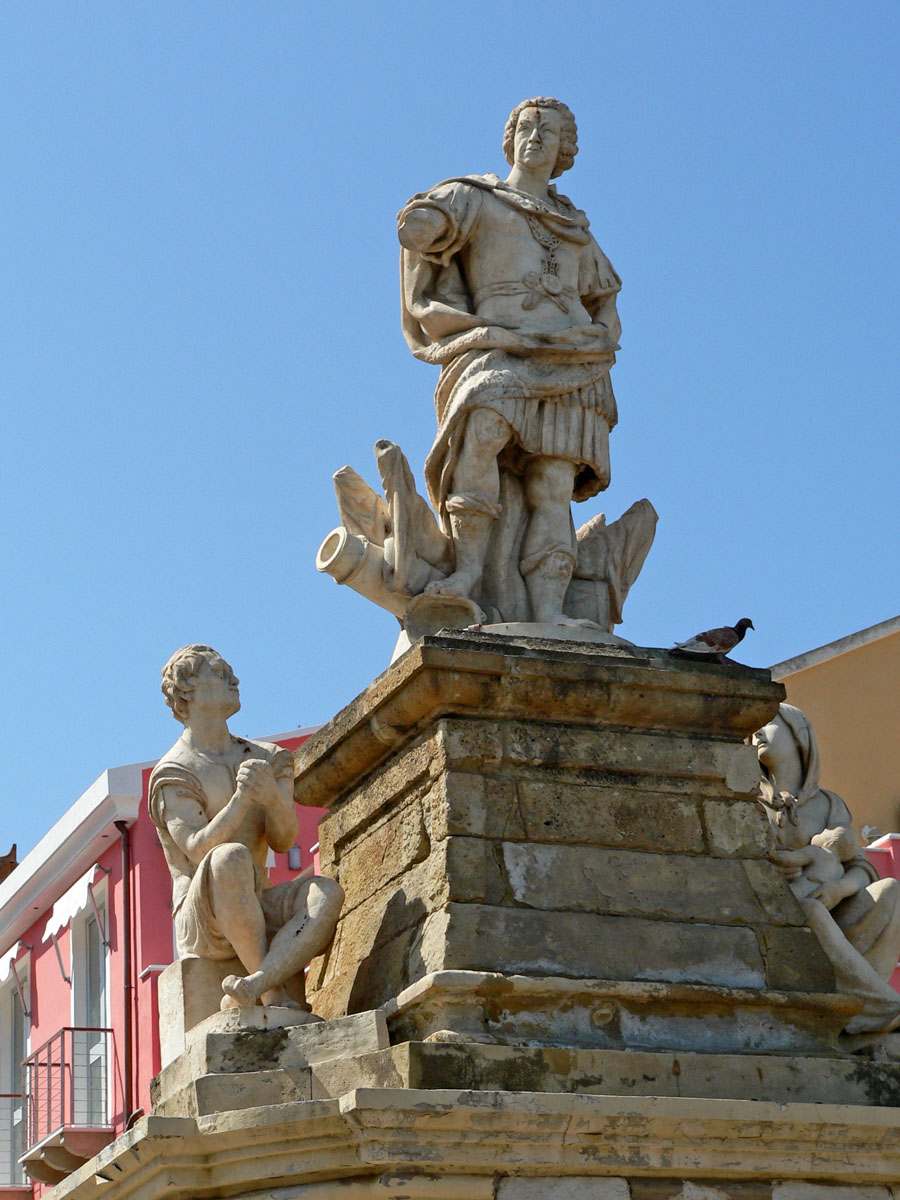
Il monumento a Carlo Emanuele III

Il monumento a Carlo Emanuele III di Savoia è ubicato nella piazza omonima sul lungomare. Costituito da un gruppo marmoreo di tre statue con al centro il sovrano, fu eretto in segno di riconoscenza al re. La statua centrale è chiamata affettuosamente "Pittaneddu" dai carlofortini. Le statue sono opera dello scultore genovese Bernardo Mantero. Il monumento fu inaugurato il 16 luglio 1786 con la messa in loco della statua centrale, le statue laterali furono erette nel 1788 in occasione del cinquantesimo anniversario della fondazione di Carloforte.

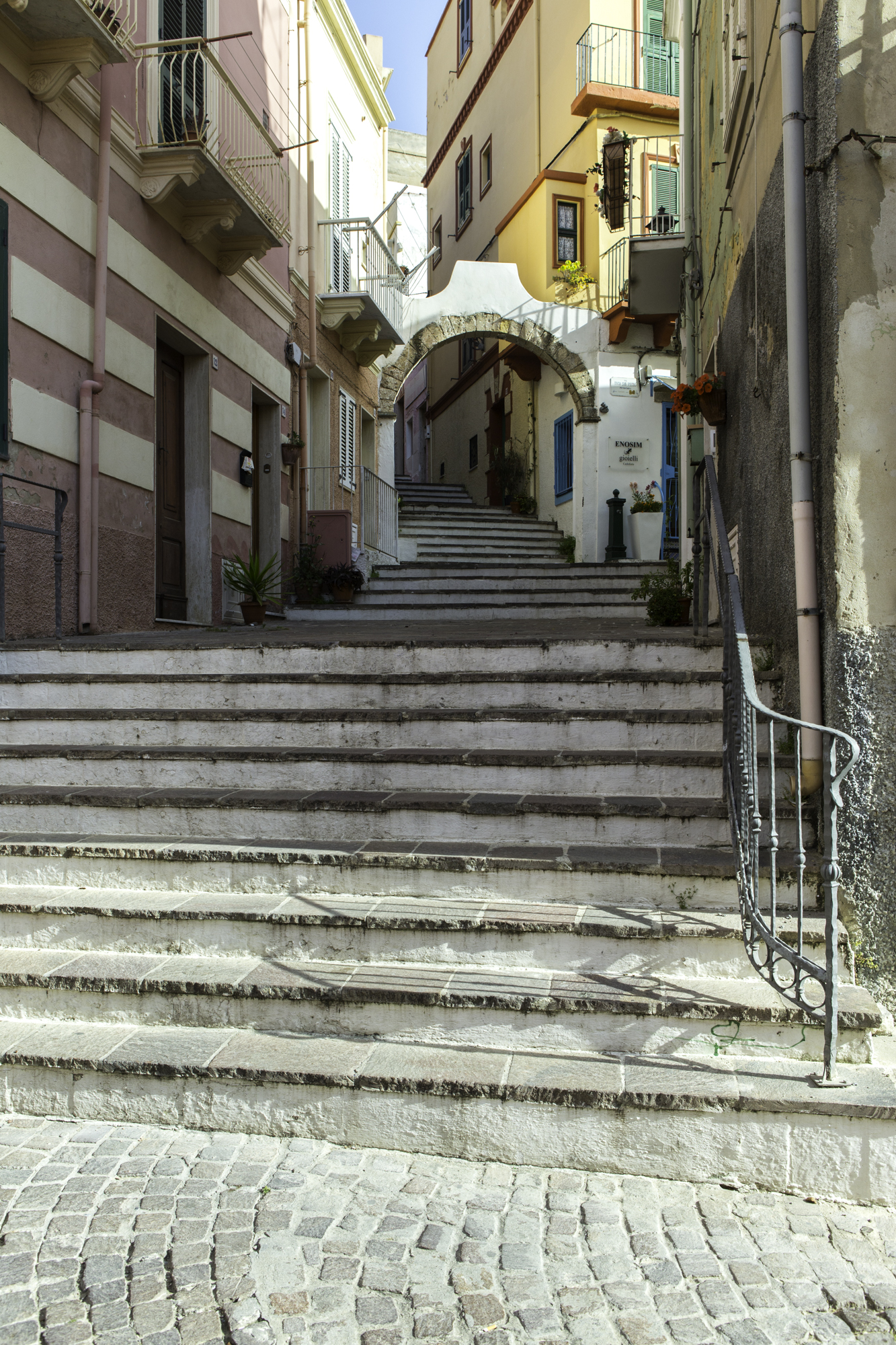
Archiotto e tipica scalinata in Via Solferino

#### Miniere
Nel territorio comunale di Carloforte sono presenti le seguenti miniere dismesse:
- Miniera del Becco
- Miniera di Capo Rosso
- Miniera di Punta Nera

### Aree naturali
- Saline di Carloforte

## Società

### Evoluzione demografica
Abitanti censiti

### Lingue e dialetti

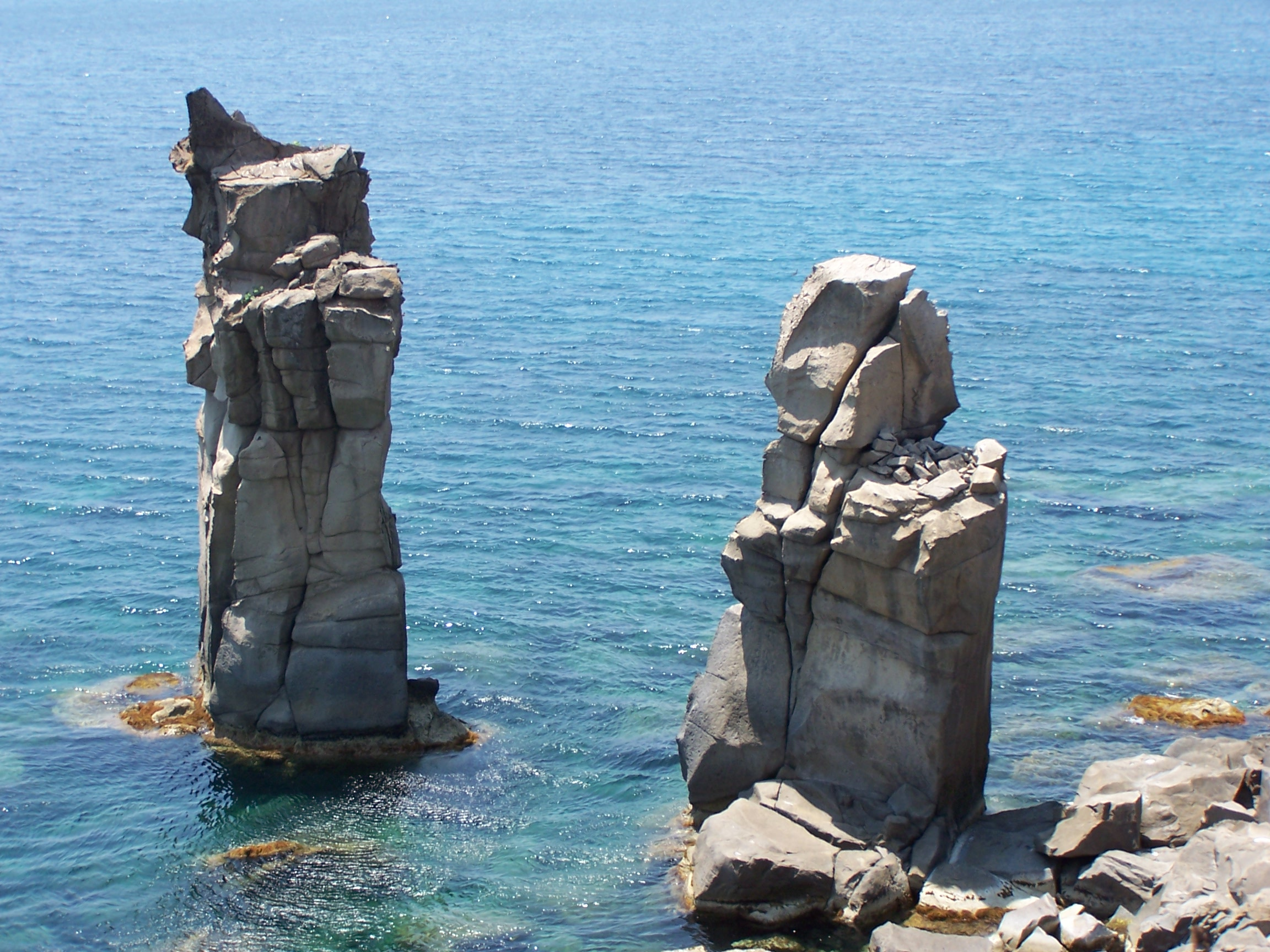
I faraglioni nella località denominata Colonne. Nel novembre 2013 una delle due colonne (quella più bassa) è stata abbattuta dalla forza del mare.

Il tabarchino, lingua tradizionalmente parlata nei comuni di Carloforte e Calasetta, ha origine direttamente dal ligure e fa parte del Genoise d'Outre Mer, vale a dire la lingua parlata nei secoli nella Repubblica Genovese, anche dai suoi abitanti dei possedimenti nei territori d'oltremare, che sin dall'anno 1000 in poi si insediarono presso tutte le rotte marittime controllate dalla Repubblica. Oggi la civiltà dei Genoise d'Outre Mer è tutelata come minoranza etnica e linguistica e si trovano comunità simili in Turchia, Sardegna, Francia, Spagna, Sicilia.
La rada di San Pietro, per la sua posizione, ha avuto una notevolissima importanza da sempre nei periodi storici, e la lingua del Genoise d'Outre Mer parlata ancora oggi a San Pietro è forse l'ultimo baluardo di quella epoca e conserva tutti gli elementi caratteristici della lingua d'origine, ma per effetto della scuola obbligatoria in italiano e della proibizione del dialetto a cavallo tra l'Ottocento e il Novecento nonché per la presenza di parte della popolazione non di origine tabarchina residente sin dalle prime fasi della colonizzazione, oggi alcuni termini (soprattutto sostantivi) sono diventati desueti seppure a volte ancora utilizzati da chi conosce il tabarchino antico, soprattutto da studiosi e paradossalmente da chi si è allontanato dalla madre patria. Il tabarchino o Genoise d'Outre Mer conserva ancora molti termini antichi ma ne contiene anche tanti di origine francese, a testimonianza dei possedimenti della Repubblica nel Nizzardo e dei contatti commerciali tra la repubblica e i territori tra Francia e Spagna. Per esempio la numerazione è molto simile a quella francese attuale, i biscotti sono chiamati galette (termine tuttora usato anche in genovese) oppure il denaro viene definito in tabarchino argent, così come in francese. Altri termini, come per esempio massacan, muratore, tuttora usato in genovese, sono oggi in disuso, sostituiti dai derivati dall'italiano, come muratù.
Curiosa e comprensibile per via del clima in terra d'Africa è la quasi totale perdita dei sostantivi originali liguri per "neve", "ghiaccio" e "gelo", ricuperati in seguito dall'italiano. 
I termini assimilati dal francese spesso non coincidono con quelli assimilati dal dialetto ligure-genovese di eguale origine.
A causa della costante caratteristica di sradicamento culturale subito, in cui la lingua ha costituito un importante presidio identificativo, il tabarchino è ricchissimo di motti e modi di dire, a volte conservati gelosamente dall'antico, altre volte del tutto originali e creati autonomamente, attinenti alla realtà specifica passata e presente, fino a costituire una sorta di "slang" che permette la condivisione culturale e la reciproca identificazione; anche alcuni termini di origine diversa dal tabarchino, spesso volutamente deformati, sono assimilati e incorporati in questo slang.
Il dialetto tabarchino ha una forte pressione omologante, gli individui parlanti altri dialetti o per esempio la lingua sarda che intendono inserirsi nella situazione culturale tabarchina subiscono, come azione considerata necessaria, una forte pressione per l'acquisizione del linguaggio tabarchino, la cui conclusione può condizionare l'inserimento. Nonostante la relativa esiguità numerica totale dei parlanti è perciò definibile un dialetto "forte".
L'80% della popolazione di Carloforte usa correntemente l'idioma tabarchino.

## Cultura

### Media

#### Televisione
Carloforte è stata la sede principale delle riprese della fortunata serie televisiva L'isola di Pietro, con Gianni Morandi, prodotta da Lux Vide e trasmessa su Canale 5 dal settembre 2017 al novembre 2019.

### Eventi

#### La Madonna dello schiavo, patrona di Carloforte
La Madonna è una piccola statua in legno, probabilmente una piccola polena di un veliero portata sulla spiaggia dai marosi. Essa fu trovata dal giovane schiavo tabarchino Nicola Moretto nella spiaggia di Nabeul, presso Tunisi, il 15 novembre 1800. Il ritrovamento della "Madonnina Nera" fu accolto come un segnale divino dagli schiavi in terra d'Africa, ma soprattutto come esortazione e conforto per sopportare le tribolazioni e le persecuzioni.
Portata nell'isola di San Pietro nella loro emigrazione dagli schiavi liberati, la Madonnina è rimasta un fortissimo simbolo di fede ma, al di fuori del significato strettamente religioso, anche di libertà e di forte unione solidale della comunità.
La festa della Madonna dello Schiavo è senza dubbio quella più sentita dalla comunità carolina e da diversi anni questa festa si rinnova anche a Pegli l'ultima domenica di novembre.
Alla Madonna dello Schiavo è dedicata la omonima chiesa ubicata in via XX Settembre, ove la statua è venerata.

#### San Pietro, patrono dei pescatori e dell'omonima isola
La devozione a San Pietro risale alle origini della colonia. Il culto per il santo protettore dei corallari e dei tonnarotti verteva attorno alla chiesetta delle Fontane, di impianto duecentesco, ma ristrutturata nel XVIII secolo. Ancora oggi il 29 giugno è festa solenne per Carloforte.
I festeggiamenti si concludono a sera con una suggestiva processione a mare e, successivamente, spettacolo pirotecnico a tempo di musica.
La devozione religiosa svolse importante funzione per propiziarsi la benedizione divina nelle imprese di mare, data la forte tradizione marinara della popolazione, e nella calata della Tonnara, importantissima risorsa dei secoli passati, impresa a cui partecipava tutta la popolazione.

#### Sagra del Cus Cus Tabarchino
La sagra del Cus Cus Tabarchino è una manifestazione gastronomica che si svolge a Carloforte nella seconda parte di aprile. 

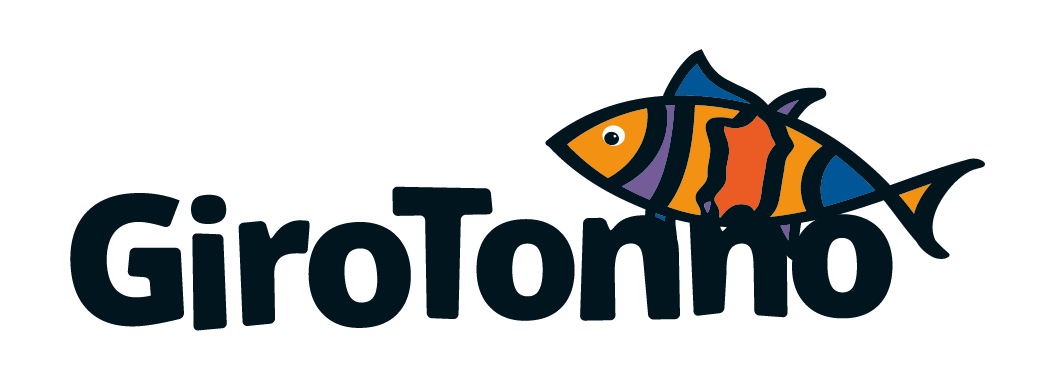
Logo del Girotonno

#### Girotonno
Il Girotonno è una manifestazione culturale e gastronomica che si svolge sull'isola di San Pietro nel periodo della mattanza dei tonni, tra la fine di maggio e l'inizio di giugno.

## Storia del Girotonno
Il Girotonno nasce nel 2003 come evento volto alla valorizzazione del tonno rosso di corsa, pescato secondo tecniche tradizionali locali.
Nel 2007, il Girotonno ricevette il premio nazionale Veronelli per la valorizzazione della cultura gastronomica.
Nel tempo, l’evento ha contribuito a consolidare l’immagine di Carloforte come capitale mondiale del "tonno di corsa", riconoscendo alla comunità tabarchina il ruolo di custode di una tradizione antica e preziosa.

### Crêuza de mä
Crêuza de mä - Musica per film è una manifestazione trattante le musiche presenti nei film che si svolge a Carloforte.
Essa fa parte dell'iniziativa "Le isole del cinema" che si compone di quattro manifestazioni tra cui "Pensieri e parole" (isola dell'Asinara), "La valigia dell'attore" (isola La Maddalena), "Una notte in Italia" (isola di Tavolara) e appunto "Crêuza de mä" a Carloforte.

### Carloforte Music Festival
Il Carloforte Music Festival si tiene dal 2013 tra la fine di agosto e i primi di settembre ed è ospitato nel Teatro Mutua. Sotto la direzione del Maestro Andrea Tusacciu, pianista e direttore d'orchestra che vive e opera a Bruxelles, la manifestazione porta a Carloforte i migliori giovani interpreti della musica classica non solo europea. Tra gli artisti ospitati ricordiamo Anna Tifu, Philippe Raskin, i Berliner Camerata.

## Geografia antropica

### Suddivisioni storiche
I rioni storici del comune sono i seguenti:
- Castello (in tabarchino: Cassinee, letteralmente "calcinaie" cioè il luogo dove si preparava la calce spenta per costruzioni e le fortificazioni).
- La Marina (in tabarchino: A Maina)
- San Carlo (in tabarchino: Casseba, dall'arabo "Qasba": cittadella)
- Le Fontane (in tabarchino: E Fontann-e)
- San Pietro (in tabarchino: San Pê)
- Darsennetta (dal tabarchino Darsennetta, letteralmente 'piccola darsena', dal lago salmastro sito nell'attuale piazza Pegli).

### Frazioni

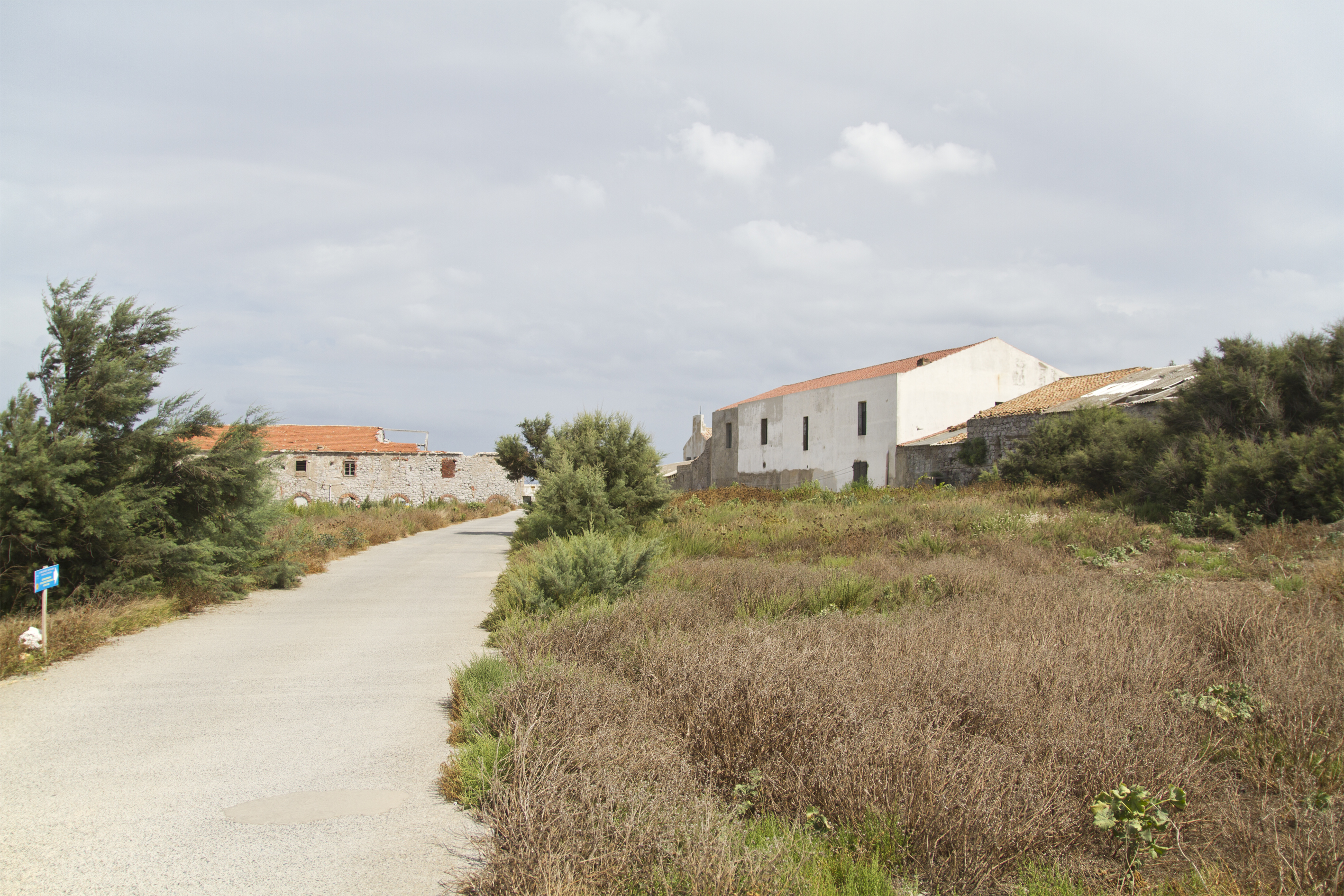
Tonnare

Il comune di Carloforte non ha frazioni. Esistono invece numerose località, tra queste: La Punta, Faro di Capo Sandalo, Isola dei Ratti, Isola Piana, La Caletta, Tacca Rossa, Tonnare e Villamarina.

## Amministrazione

### Amministrazioni precedenti
| Periodo | Periodo   | Primo cittadino     | Partito                        | Carica                  | Note |
| ------- | --------- | ------------------- | ------------------------------ | ----------------------- | ---- |
| 1989    | 1990      | Giacomo Damele      | Democrazia Cristiana           | Sindaco                 |      |
| 1990    | 1993      | Serafino D'Amico    | Partito Comunista Italiano     | Sindaco                 |      |
| 1993    | 1995      | Agostino Stefanelli | Democrazia Cristiana           | Sindaco                 |      |
| 1995    | 1999      | Carlo Biggio        | lista civica di centrosinistra | Sindaco                 |      |
| 1999    | 2000      | Bruno Corda         |                                | commissario prefettizio |      |
| 2000    | 2001      | Francesco Granara   | lista civica                   | Sindaco                 |      |
| 2001    | 2002      | Elena Dessì         |                                | commissario prefettizio |      |
| 2002    | 2007      | Marco Simeone       | lista civica                   | Sindaco                 |      |
| 2007    | 2012      | Agostino Stefanelli | lista civica di centrosinistra | Sindaco                 |      |
| 2012    | 2017      | Marco Simeone       | lista civica                   | Sindaco                 |      |
| 2017    | 2022      | Salvatore Puggioni  | lista civica                   | Sindaco                 |      |
| 2022    | in carica | Stefano Rombi       | lista civica di centrosinistra | Sindaco                 |      |

### Gemellaggi
Carloforte è gemellata con le seguenti città:
- Pegli, dal 1957 per opera del sindaco Agostino Conte;

- Albenga, dal 1994[12];

- Camogli, dal 2004[13];
- Montecchio Maggiore, dal 2009;
- Genova, dal 2020[14];
- Nueva Tabarca, dal 2022

## Sport

### Calcio
La squadra storica è il Carloforte attiva fino al 2019 quando fallì. Ora è attiva con il solo settore giovanile. L'attuale principale squadra di calcio del paese è la Verde Isola (fondata nel 2017) che milita nel campionato di Promozione. I colori sociali sono il verde e il giallo e nel suo palmarès è presente un campionato di Prima Categoria vinto nella stagione 2021-2022.

### Pallacanestro
Lo sport della pallacanestro affonda le sue radici a Carloforte nel periodo della seconda guerra mondiale. Attualmente è il Centro Giovanile Pallacanestro Carloforte (fondato nel 1977) a portare avanti questa tradizione con la partecipazione di oltre 150 atleti, con squadre sia maschili sia femminili. La formazione maschile è arrivata a giocare la serie C regionale (e attualmente affronta la Promozione), mentre quella femminile, negli anni 2000 ha raggiunto anche la serie B nazionale (attualmente affronta il campionato MSP). I colori sociali sono il bianco e l'azzurro.